# 花輪の聖母子 (ブリューゲル、プラド美術館)
『花輪の聖母子』（はなわのせいぼし、西: La Virgen y el Niño en un cuadro rodeado de flores y frutas、英: The Virgin and Child in a Painting surrounded by Fruit and Flowers）は、1617-1620年に板上に油彩で制作された絵画である。17世紀フランドルのバロック期の画家ヤン・ブリューゲル (父) が花、果物、動物などを、ピーテル・パウル・ルーベンスが人物を描いた。レガネース公ディエゴ・フェリペ・デ・グスマンが所有していた作品であるが、後にスペイン王室のコレクションに入り、現在はマドリードのプラド美術館に所蔵されている。

## 作品
ヤン・ブリューゲルは、卓越した写実性で花を描くことによって、フランドル絵画の静物画の基礎を築き、さらに17世紀のスペインの多くの画家たちにも影響を与えた。同時に、彼は得意とする精密な自然描写を駆使して、花輪の中に対象の聖像をはめ込む斬新な構図を創始した。それは、偶像崇拝を拒否したプロテスタント側へのカトリック側の反応であった。このような絵画の創始には、ヤンの庇護者であったミラノの枢機卿フェデリコ・ボッロメーオが重要な役割を果たした。
八角形の絵画かと思われるような聖母子像が、背景の木から下がる花や果実、野菜などが織り込まれた大きな花輪に囲まれている。その周りには角を持つウサギなど、想像上のものを含む動物たちが描かれ、天地創造を象徴している。ヤンは、画面に多くのものを美しく描き出すことで聖なる自然を表そうとしたのである。聖母子像は、この種の絵画でヤンと共作したルーベンスの手になる。

## ギャラリー

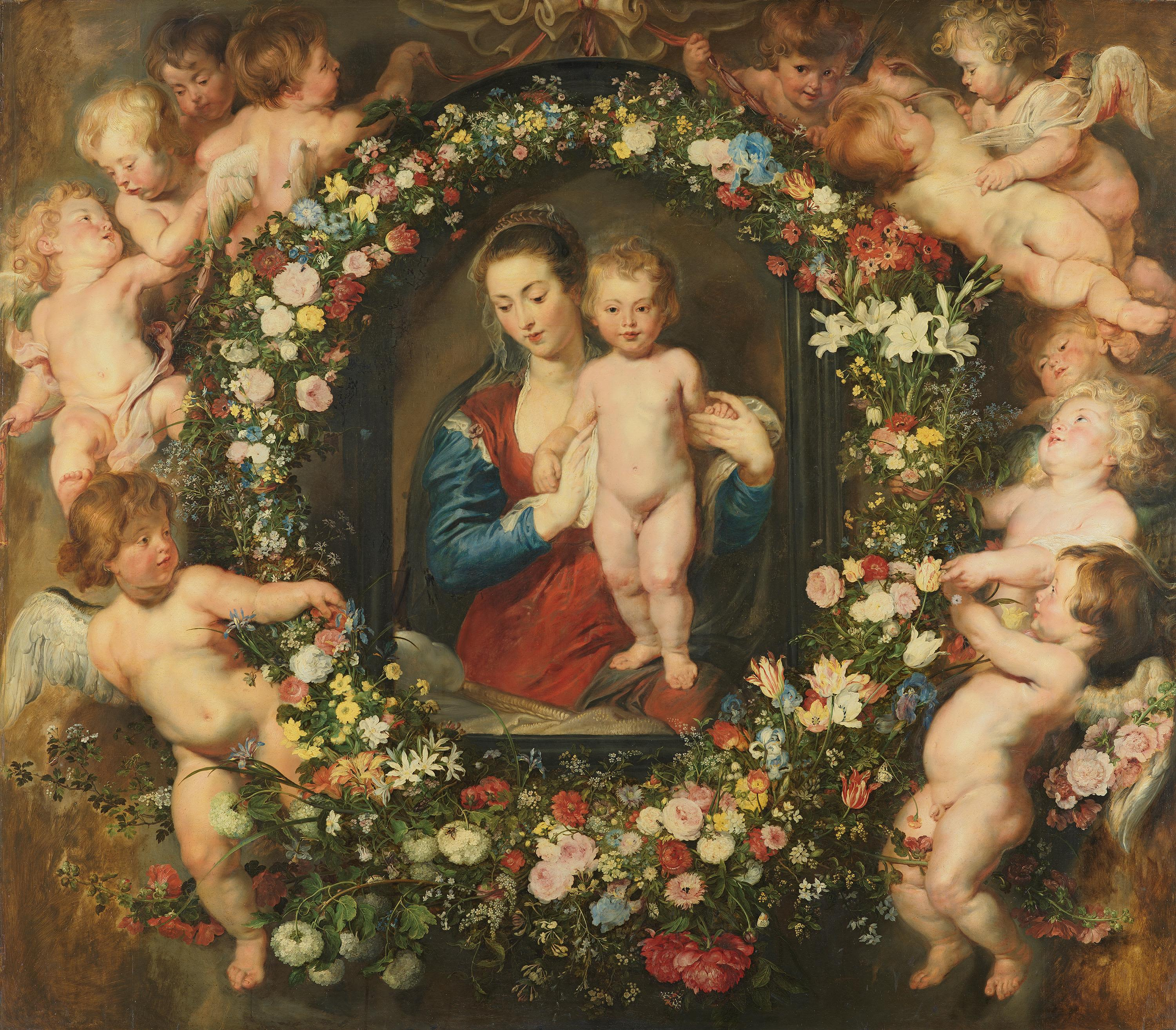
ヤン・ブリューゲル、ルーベンス『花輪の聖母子』（1616-1618年ごろ）、アルテ・ピナコテーク、ミュンヘン
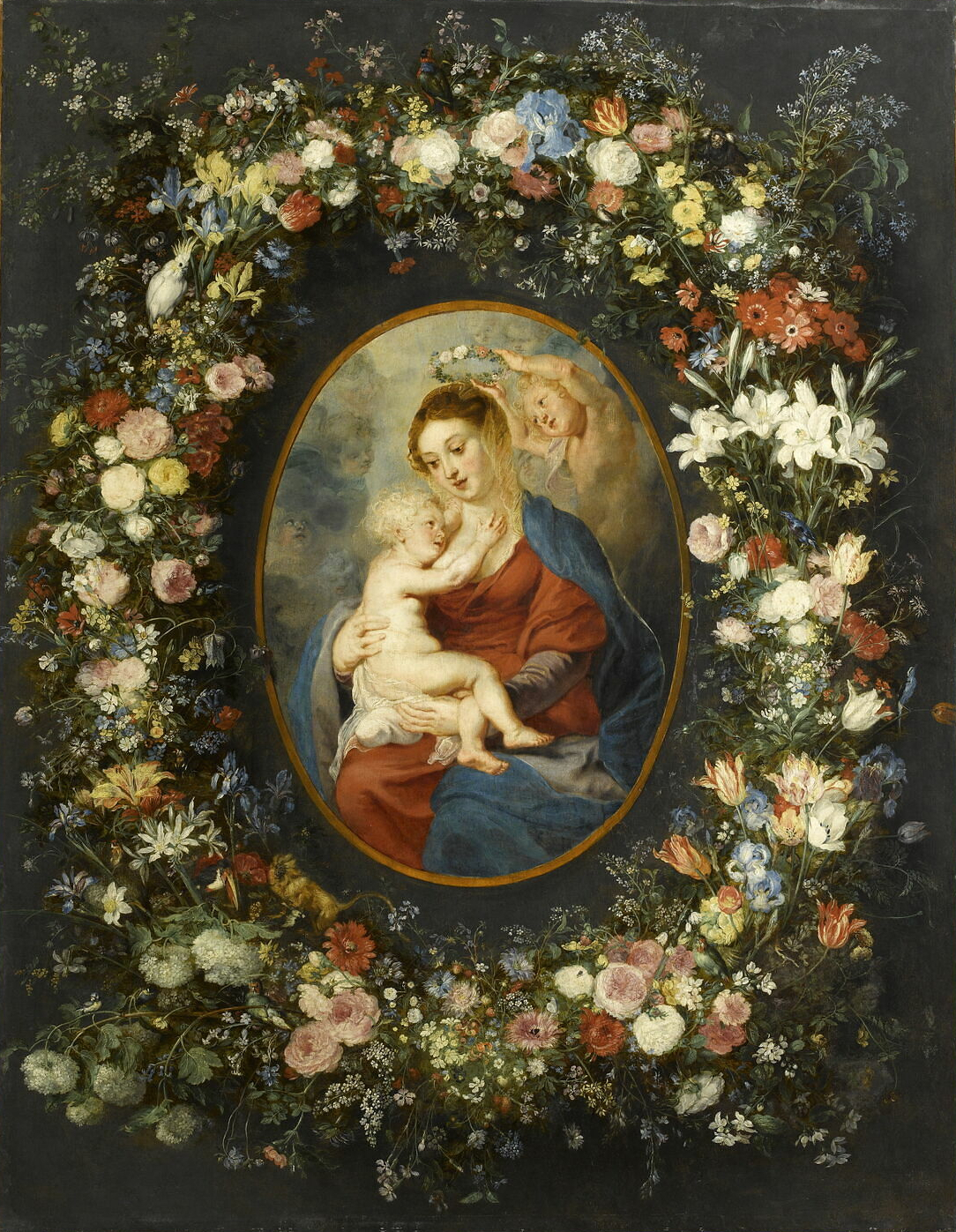
ヤン・ブリューゲル、ルーベンス『花輪の聖母子』（1621年）、ルーヴル美術館、パリ